# 미야마촌 (후쿠시마현)
미야마촌(美山村)은 후쿠시마현 다무라군에 속했던 촌이다. 1955년 4월 1일 미야마촌 및 아시자와촌, 우쓰시촌, 세가와촌, 몬주촌 및 나나고촌의 일부가 합병하여 후네히키정이 신설되고 폐지되었다.

## 지리
- 다무라시, 구 후네히키정의 북서부가 미야마촌이 있던 곳이다.

## 역사
- 1889년 4월 1일 - 정촌제 시행에 의해 기타카노마타촌, 나가도로촌이 합병해 다무라군 미야마촌이 성립하였다.
- 1955년 4월 1일 - 미야마촌 및 아시자와촌, 우쓰시촌, 세가와촌, 몬주촌 및 나나고촌의 일부가 합병하여 후네히키정이 신설되고, 미야마촌 등은 폐지되었다.

## 인구
- 1889년 1,341
- 1920년 1,630
- 1935년 1,921
- 1947년 2,380

## 참고 문헌
- 角川日本地名大辞典編纂委員会『角川日本地名大辞典 7 福島県』、角川書店、1981年 ISBN 4040010701
- 日本加除出版株式会社編集部『全国市町村名変遷総覧』、日本加除出版、2006年、ISBN 4817813180